# 老艾伯特·戈尔
老艾伯特·阿诺德·“阿尔”·戈尔（Albert Arnold "Al" Gore, Sr.，1907年12月26日—1998年12月5日），美国政治家，美国民主党成员，曾任美国参议院议员（1953年—1971年）。
老艾伯特是美国前副总统、诺贝尔和平奖获得者阿尔·戈尔的父亲。